# Никола-Высока
Нико́ла-Высо́ка — деревня в Весьегонском муниципальном округе Тверской области России.

## География
Находится в 28 километрах к юго-востоку от города Весьегонск, на левом берегу реки Ламь, на автодороге «Иваново—Суково—Дюдиково». Через реку, в 1,5 км к северо-востоку — село Романовское.

## История
В 1820 году в селе Никола-Высока (Романовское) была построена каменная Преображенская церковь с 3 престолами, метрические книги ведутся с 1780 года. Село возникло как погост при церкви.
В Списке населённых мест Весьегонского уезда 1859 года значится погост Романовское (Никола-Высока), расположенный при реке Ламь, на почтовом Ярославско-Мологском тракте, здесь православная церковь и почтовая станция. Во второй половине XIX века в селе был постоялый двор, находившийся в общественной собственности крестьян, с 1878 года функционировало земское училище, в 1893 году преобразованное в церковно-приходскую школу. 
В Советское время соседняя деревня Романовское стала называться селом Романовское (хотя здесь нет церкви), а погост Никола-Высока (Романовское) стал деревней Никола-Высока.

## Название
Название составное: первая часть — Никола — храмовое название по престолу во имя святителя Николая Чудотворца (одного из трёх престолов в Преображенской церкви), вторая часть — от высота — по характеру рельефа.

## Население
| 1859 | 2010 |
| ---- | ---- |
| 51   | ↘5   |

Население по переписи 2002 года — 4 человека: 1 мужчина, 3 женщины, русские (100%).

## Памятники и памятные места
- Преображенская церковь на погосте Никола-Высока. Выявленный объект культурного наследия ( Объект культурного наследия народов РФ. Объект № 6931100000 (БД Викигида)). Построена в 1820 году. Один из лучших памятников культового зодчества в районе. В 1914 году в приход церкви входили 33 деревни с населением 3554 жителей, из них 1574 — карелы. Церковь действовала до 1939 года. После была закрыта и использовалась как склад и зернохранилище. Иконы и утварь частично были переданы в село Чамерово в церковь Казанской Божией Матери. В 1992 году община Преображенской церкви была воссоздана и храм открыли для богослужения в летнее время.